# Selo pri Pancah
Selo pri Pancah este o localitate din comuna Ljubljana, Slovenia, cu o populație de 58 de locuitori.